# Yannchen Hoffmann
Yannchen Hoffmann (Ciutat de Luxemburg, 21 de juliol de 1961) és una mezzosoprano luxemburguesa. El seu pare és el compositor Julien Hoffmann i està casada amb el baríton Carlo Hartmann.

## Filmografia
- 1989: Mumm Sweet Mumm, de Paul Scheuer, Georges Fautsch i Maisy Hausemer[3]

## Guardons
- Cavallera de l'Orde del Mèrit del Gran Ducat de Luxemburg (promoció 2014)